# Клетка Меркеля
Клетка Меркеля (или клетка Меркеля-Ранвье,англ. Merkel cell) — особый тип эпителиальных клеток в коже позвоночных, участвующий в механоперцепции. Впервые была описана в 1875 году немецким гистологом Фридрихом Зигмундом Меркелем. Клетка имеет округлую форму, её диаметр составляет около 10 µм. Особенно много клеток Меркеля содержится в высокочувствительных участках кожи, как, например, в эпидермисе ладоней человека (там их число колеблется от 200 до 400 клеток на мм2, тогда как на основной поверхности кожи всего 20 на мм2). В случае малигнизации они могут формировать карциномы из клеток Меркеля — агрессивную и трудноизлечимую разновидность раковой опухоли.

## Расположение
Клетки Меркеля располагаются в коже и некоторых частях слизистой всех позвоночных. У млекопитающих они находятся в базальном и шиповатом слоях эпидермиса, в наружных слоях волосяного фолликула. Чаще всего клетки Меркеля связаны с окончаниями сенсорных нервов и тогда называются тельцами Меркеля. При растяжении они выбрасывают серотонин в синаптическую щель, тем самым возбуждая соматосенсорные нервы.

## Функции

### Чувствительная
Фридрих Зигмунд Меркель, открывший клетки Меркеля, причислял их к “осязательным клеткам” (нем.Tastzellen), но это предположение было сложно доказать. Недавние опыты с отключением генов у мышей показали, что клетки Меркеля играют значимую роль в ощущении структуры поверхности.

### Регуляторная
Клетки Меркеля, помимо прочего, считаются нейроэндокринными, на основании присутствия в них нейропептидов и специфических гранул. Установлено наличие в клетках Меркеля таких веществ, как вазоактивный интестинальный полипептид, фактор роста нервов, субстанция P, бомбезин, мет-энкефалин. В ходе эмбриогенеза, вероятно, эти вещества оказывают трофическое влияние на растущие нервы и придатки кожи.
Клетки Меркеля могут нести информацию для определения окончательной локализации терминалей чувствительных нейронов при нейрогенезе и регенерации нервов.
Возможно, клетки Меркеля участвуют в контроле апоптоза кератиноцитов.

## Происхождение
Вопрос происхождения клеток Меркеля обсуждается на протяжении 20 лет. Опыты на эпидермисе птиц показали, что клетки Меркеля развиваются из клеток нервного гребня, но более поздние исследования, проведенные на млекопитающих, доказали, что они имеют эпидермальное происхождение.